# سیارک ۸۹۰
سیارک ۸۹۰ (به انگلیسی: 890 Waltraut، نامگذاری:1918DK) هشتصد و نودمین سیارک کشف شده‌است که در ۱۱ مارس ۱۹۱۸ و در هایدلبرگ کشف شد.
قدر مطلق سیارک برابر ۱۰٫۷۸ است.